# The Richie Rich/Scooby-Doo Hour
Pour les articles homonymes, voir Richie Rich (homonymie).
The Richie Rich/Scooby-Doo Show est une série d'animation américaine en vingt-et-un épisodes de 60 minutes, diffusés entre le 8 novembre 1980 et le 7 novembre 1981 sur ABC. Le programme, diffusé les samedis matins, présente des épisodes de Les Voyages fantomatiques de Scoubidou et de Richie Rich.

## Fiche technique
Sauf indication contraire, les informations mentionnées dans cette section peuvent être confirmées par la base de données cinématographiques IMDb,  présente dans la section « Liens externes ».
- Titre original : The Richie Rich/Scooby-Doo Show
- Réalisation : George Gordon, Ray Patterson, Rudy Zamora et Carl Urbano
- Scénario : John Bradford, John W. Dunn, Mark Evanier, Paul Haggis, Joan Howard, Earl Kress, Bob Langhans, Michael Maurer, Norman Maurer, Jack Mendelsohn, Dennis O'Flaherty, Bob Ogle et Tom Yakutis
- Photographie :
- Musique : Hoyt Curtin
- Casting : Ginny McSwain
- Montage : Gil Iverson
- Décors :
- Production : Don Jurwich et Oscar Dufau
  - Producteur délégué : Joseph Barbera et William Hanna
  - Producteur créatif : Iwao Takamoto
- Sociétés de production : Hanna-Barbera Productions
- Société de distribution : Taft Broadcasting
- Chaîne d'origine : ABC
- Pays d'origine :  États-Unis
- Langue originale : anglais
- Genre : Animation
- Durée : 60 minutes

## Distribution

### Version originale
- Sparky Marcus : Richie Rich
- Don Messick : Scooby-Doo et Scrappy-Doo
- Casey Kasem : Shaggy Rogers
- Christian Hoff : Pee Wee et Freckles
- Dick Beals : Reggie Van Dough
- Bill Callaway : Professeur Keanbean
- Nancy Cartwright : Gloria Gad
- Frank Welker : Dollar le chien, Dr Blemish et Suavo
- Joan Gerber : Irona et Mme Rich
- Stanley Jones : M. Rich et Cadbury
- Robert Ridgely : le collectionneur

## Épisodes

### Saison 1
1. A Close Encounter With A Strange Kind / The Robotnappers / A Fit Night Out For Bats / Piggy Bank Prank / The Chinese Food Factory / Muscle Beach
2. Scooby's Desert Dilemma / The Race Scare / The Old Cat and Mouse Game / Kitty Sitter / Stowaways / One of Our Aircraft Carriers is Missing
3. Mummy's the World / Silence is Golden / Hang in There, Scooby / The Shocking Lady Strikes Again / Stuntman Scooby / Spring Cleaning
4. Scooby's Ding-A-Ling Circus / The Kangaroo Hop / Scooby's Fantastic Island / Cur Wash / Long John Scrappy / The Blur
5. Scooby's Bull Fright / Irona Versus Demona / Scooby Ghosts West / Chef's Surprise / A Bungle in the Jungle / The Snow Bounders
6. Scooby's Fun Zone / The Abominable Snow Plan / Swamp Witch / Miss Robot America / Sir Scooby and the Black Knight / Constructo
7. Waxworld / The Greatest Invention in the World / Scooby in Wonderland / Who's Afraid of the Big Bad Bug / Scrappy's Birthday / Counterfeit Dollar
8. South Seas Scare / Mystery Mountain / Scooby's Swiss Miss / Poor Little Richbillies / Alaskan King Coward / Chowhound
9. Et Tu Scoob? / Wiped Out / Soggy Bog Scooby / Welcome Uncle Cautious / Scooby Gumbo / Disaster Master
10. Way Out Scooby / T.V. Dollar / Strongman Scooby / Disappearing Dignitaries / Moonlight Madness / The Most Unforgettable Butler
11. Dog Tag Scooby / Prankster Beware / Scooby at the Center of the World / Clothes Make the Butler / Scooby's Trip to Ahz / Phantom of the Movies
12. A Fright At the Opera / Cave Boy Richie / Robot Ranch / Young Irona / Surprises Spies / The Great Charity Train Robbery
13. The Invasion of the Scooby Snatchers / Baseball Dollar / Scooby Dooby Guru / The Sinister Sports Spectacular / Scooby and the Bandit / It's No Giggling Matter

### Saison 2
1. Scooby Nocchio / Space Shark / Lighthouse Keeper Scooby / The Chef's Watch Dog / Scooby's Roots / Schoolhouse Romp
2. Scooby's Escape From Atlantis / Richie of the Round Table / Excalibur Scooby / I Want My Mummy / Scooby Saves the World / Canine Cadet
3. Scooby Dooby Goo / Voodoo Island / Rickshaw Scooby / Tooth is Stranger than Fiction / Scooby's Luck of the Irish / Butlering Made Easy
4. Backstage Scooby / A Special Talent / Scooby's House of Mystery / Villains Incorporated / Sweet Dreams Scooby / Bye-Bye Baby
5. Sooby-Doo 2000 / Rich Mice / Punk Rock Scooby / King Bee / Canine to Five / Chilly Dog
6. Hardhat Scooby / Money Talks / Hothouse Scooby / Mischief Movie / Scooby and the Beanstalk / The Day the Estate Stood Still
7. rr / Around the World on Eighty Cents / rr / No Substitute for a Watch Dog / rr / Robot Robber